# Sea Hags (альбом)
Sea Hags (в переводе с англ. — «морские ведьмы») — дебютный, а также единственный, студийный альбом американской хард-рок группы Sea Hags, выпущенный в 1989 году.

## Об альбоме
У Шлосхарда и Йокома были разные музыкальные вкусы, что отразилось и на материале альбома. Основной упор группа делала на грязный хард-рок, не похожий на популярный в то время в Голливуде хэйр-метал. Стиль группы главным образом характеризуют как слиз-метал.

### Запись альбома
Первоначально на роль продюсера альбома руководство Chrysalis Records предлагало, среди прочих кандидатов, Рика Рубина и фронтмена The Cult Иэна Эстбери. Однако группа заручилась поддержкой Майка Клинка, спродюсировавшего дебютный альбом Guns N' Roses Appetite for Destruction.
По настоянию Клинка ушёл барабанщик Грег Лангстон и его заменил Адам Мэплс, игравший до этого в лос-анджелесской панк-группе Legal Weapon. Мэплс был предложен Клинком и был принят в группу после первого дня прослушиваний. С подачи Майка Клинка и с помощью Джо Сатриани Рону Йокому пришлось заново учиться играть на гитаре. В конечном счете, Йоком сыграл партии ритм-гитары, оставив все соло-партии приглашённому на время сессий Кевину Расселлу. Запись альбома проходила в лос-анджелесской студии Rumbo Recorders, в которой записывался Appetite for Destruction. Начало рекорд-сессии было перенесено на день, так как в то же время в студии записывал несколько песен Джордж Харрисон. При записи альбома Клинк часто заставлял музыкантов перезаписывать свои партии, также как и при работе с Guns N' Roses. В сентябре 1988 года, после четырёх месяцев студийной работы альбом был завершён.
В ноябре 1988 года к Sea Hags присоединился гитарист Фрэнк Уилси, недавно покинувший другую группу из Сан-Франциско Head On.

### Выпуск и последующее турне
Выпущенный в июне 1989 года одноимённый группе Sea Hags получил благосклонные отзывы прессы, которая окрестила группу «новыми Guns N' Roses». Однако продажи были не так хороши и альбом не поднялся в чарте Billboard 200 выше 163 строчки.
Песня «Night Under the Stars» прозвучала в фильме 1988 года Кошмар на улице Вязов 4: Повелитель сна, а также попала на диск с саундтреком.
Для раскрутки альбома в июне 1989 года группа отправилась в турне по Великобритании на разогреве у The Georgia Satellites. Эта поездка дала им возможность также сыграть небольшой тур по клубам в качестве хэдлайнеров, включая бристольский Bierkeller. Вернувшись из Британии, Sea Hags отыграли тур по ключевым городам США, включая концерт в Атланте, где их разогревали недавно образованные The Black Crowes. Вскоре после этого заявила о распаде, а 1 февраля 1991 года, 26-летний Крис Шлосхарт скончался от передозировки героина, официально прекратив существование группы.
В 2007 году лейбл Rock Candy Records выпустил переиздание альбома, добавив в него демоверсии песен «Doghouse» и «Half the Way Valley».

## Список композиций
- Все песни написаны Крисом Шлосхартом и Роном Йокомом, кроме отмеченных.

| №   | Название                | Автор(ы)       | Длительность |
| --- | ----------------------- | -------------- | ------------ |
| 1.  | «Half the Way Valley»   |                | 3:02         |
| 2.  | «Doghouse»              |                | 4:29         |
| 3.  | «Too Much T-Bone»       |                | 3:10         |
| 4.  | «Someday»               | Брайан Марнелл | 5:10         |
| 5.  | «Back to the Grind»     |                | 4:19         |
| 6.  | «Bunkbed Creek»         |                | 2:31         |
| 7.  | «In the Mood for Love»  |                | 3:07         |
| 8.  | «Miss Fortune»          |                | 4:26         |
| 9.  | «All the Time»          |                | 3:42         |
| 10. | «Three's a Charm»       |                | 2:42         |
| 11. | «Under the Night Stars» |                | 4:13         |

| №   | Название                     | Длительность |
| --- | ---------------------------- | ------------ |
| 12. | «Doghouse» (demo)            | 5:05         |
| 13. | «Half the Way Valley» (demo) | 2:53         |

## Участники записи
- Рон Йоком — вокал, гитара
- Крис Шлосхарт — бас-гитара, бэк-вокал
- Фрэнк Уилси — гитара
- Адам Мэплс — ударные

Дополнительные музыканты
- Кевин Расселл — соло-гитара

## Информация о композициях
Half the Way Valley
«Half the Way Valley» написана под влиянием «It’s So Easy» Guns N' Roses и повествует о Роне Йокоме, который как-то сидел в закусочной Hamburger Mary’s. Демоверсия «Half the Way Alley», выпущенная на переиздании от Rock Candy Records, была записана в 1987 году на студии Дэйва Денни (Steve Miller Band), расположенной в Сан-Франциско, в качестве презентации для Chrystalis Records. Продюсером записи выступил Боб Дэвид, а Дэйв Денни являлся инженером. Во время этой рекорд-сессии была записана 21 композиция, 20 из которых нигде не выпускались. Также песня «Half the Way Alley» была издана отдельным синглом в 1989 году.
Doghouse
«Doghouse» одна из самых ранних песен группы. Она была написана, когда Крис Шлосхарт и Грег Лэгстон отправились на концерт Butthole Surfers, а Рон Йоком остался дома чтобы написать новый материал перед предстоящими концертами Sea Hags. Он как можно быстрее написал «Doghouse» и «Back to the Grind», чтобы тоже успеть на концерт. Рон считает что песня является синтезом «One Way Street» Aerosmith и «Stray Cat Strut» Stray Cats. Текст к ней представляет собой переделанную версию ранней песни группы «Hammer in the Bag». Демоверсия «Doghouse», выпущенная на переиздании от Rock Candy Records, была записана в начале 1985 года для шестипесенной кассеты The Hag of the Sea в гаражной студии Билла Макбета, расположенной в Эль-Керитто, Калифорния. Эту кассету группа продавала на своих концертах.
Too Much T-Bone
Название для «Too Much T-Bone» было взято у писателя Джонни Уайтсайда. Она написана про владельцев лейблов, которые едят слишком много стейков за счёт своих музыкантов. Строчка «If you can’t cut it rockin' you can always strip» является отсылкой к группам, которые выглядят как девушки. Строчкой «You’re only as good as your shittiest song» Йоком хотел подстегнуть себя к написанию более качественной песни. Во время записи он думал, что это худшая песня группы, но в конце концов она стала одной из самых известных.
Someday
Песня «Someday» была написана Брайаном Марнеллом из сан-францисской группы SVT и предназначалась для их альбома, однако группа распалась в начале 80-х и песня не была записана. SVT оказали большое влияние на Sea Hags. Обе группы имели общего менеджера, который передал демозаписи Марнелла, скончавшегося в 1983 году от передозировки героина, Sea Hags, и они решили записать одну из них.
Back to the Grind
«Back to the Grind» о написании песен и исполнении их на концертах. Строчка «Tyner’s whiners draggin' their tails» рассказывает о прошлой группе Йокома The Nasty Poodles, которых он прозвал «нытики Тайнера» (Грег Тайнер — вокалист The Nasty Poodles). Элис Купер услышал песню и предложил записать на неё кавер. Однако он настаивал чтобы в этом случае группа не включала её в свой альбом, поэтому Sea Hags отказались. Песня издавалась на B-стороне сингла «Half the Way Valley» в 1989 году.
Bunkbed Creek
«Bunkbed Creek» и «In the Mood for Love» были написаны после совместного с Крисом ЛСД-трипа в канун Рождества 1984 в году на холмах Сан-Франциско Всё ещё под его действием, Крис прислонился к двухъярусной кровати и она издала продолжительный скрип. Крис сказал: «Вау, послушай этот скрип двухъярусной кровати!(англ. bunkbed creak) Эй, тоже классное название для песни!».
In the Mood for Love
В «In the Mood for Love» Йоком использует скэт, которому он научился слушая джазовые пластинки матери. «Большой» Сэм (Big Sam) из песни — это реальный человек, работавший в Hamburger Mary’s. Вдохновением для песни послужили белый альбом Beatles, особенно песня «Helter Skelter», и песня «Critical Mass» Aerosmith.
«In the Mood for Love» является первой написанной песней группы, она была написана Йокомом ещё для The Nasty Poodles после совместного ЛСД-трипа Йокома и Шлосхарда в канун Рождества 1984 в году на холмах Сан-Франциско.
Miss Fortune
Название песни «Miss Fortune» было взято с татуировки одной из подруг Йокома. На татуировке была изображена женщина, полулежащая в бокале Мартини с надписью «Miss Fortune» внизу. В музыкальном плане на песню повлияли фанковые эксперименты Led Zeppelin и недавно выпущенная «St. John» Aerosmith.
All the Time
«All the Time» была написана просто для веселья. Основную вокальную партию на «Three’s a Charm» спел Крис Шлосхарт, в то время как Майк Клинк подпевал «hoo-hoo» в стиле Rolling Stones.
Under the Night Stars
«Under the Night Stars» является первой записанной песней группы. Она автобиографична и повествует о попытках обрести успех. Песня стала заключительной, так как группа хотела завершить альбом по театральному, чтоб он звучал словно конец шоу. В оригинале песня называлась «Love Kills» и была написана для фильма Сид и Нэнси, рабочим названием которого было Любовь убивает. С помощью Кирка Хэмметта из Metallica, который сыграл партию соло-гитары и выступил продюсером, песня была записана и отослана режиссёру Алексу Коксу. Однако он отклонил песню, объяснив что и так получил шесть различных песен с таким названием.